# Los Hermanos Marx en el Oeste
Los Hermanos Marx en el Oeste es la décima película de los Hermanos Marx, estrenada el 6 de diciembre de 1940 y producida por la Metro Goldwyn Mayer.
Los hermanos Marx se dirigen al Oeste a hacer fortuna. Allí adquieren una propiedad de una mina sin valor pero cuyo terreno es muy codiciado por una compañía de ferrocarriles... Otra divertidísima comedia de los hermanos Marx con inolvidables gags entre los que destaca la delirante escena inicial del timo mutuo en la estación.
Los gags y las escenas del ferrocarril tuvieron como asesor fundamental a Buster Keaton, quien aportó su experiencia previamente adquirida durante el rodaje de El maquinista de la General, cuya influencia se hace notar en esta película de los Marx.